# Tour de Lombardie 2015
La 109e édition du Tour de Lombardie a lieu le 4 octobre 2015. Elle est la dernière épreuve du calendrier UCI World Tour 2015.

## Présentation
Le Tour de Lombardie fait partie des cinq monuments avec Milan-San Remo, le Tour des Flandres, Paris-Roubaix et Liège-Bastogne-Liège.

### Parcours

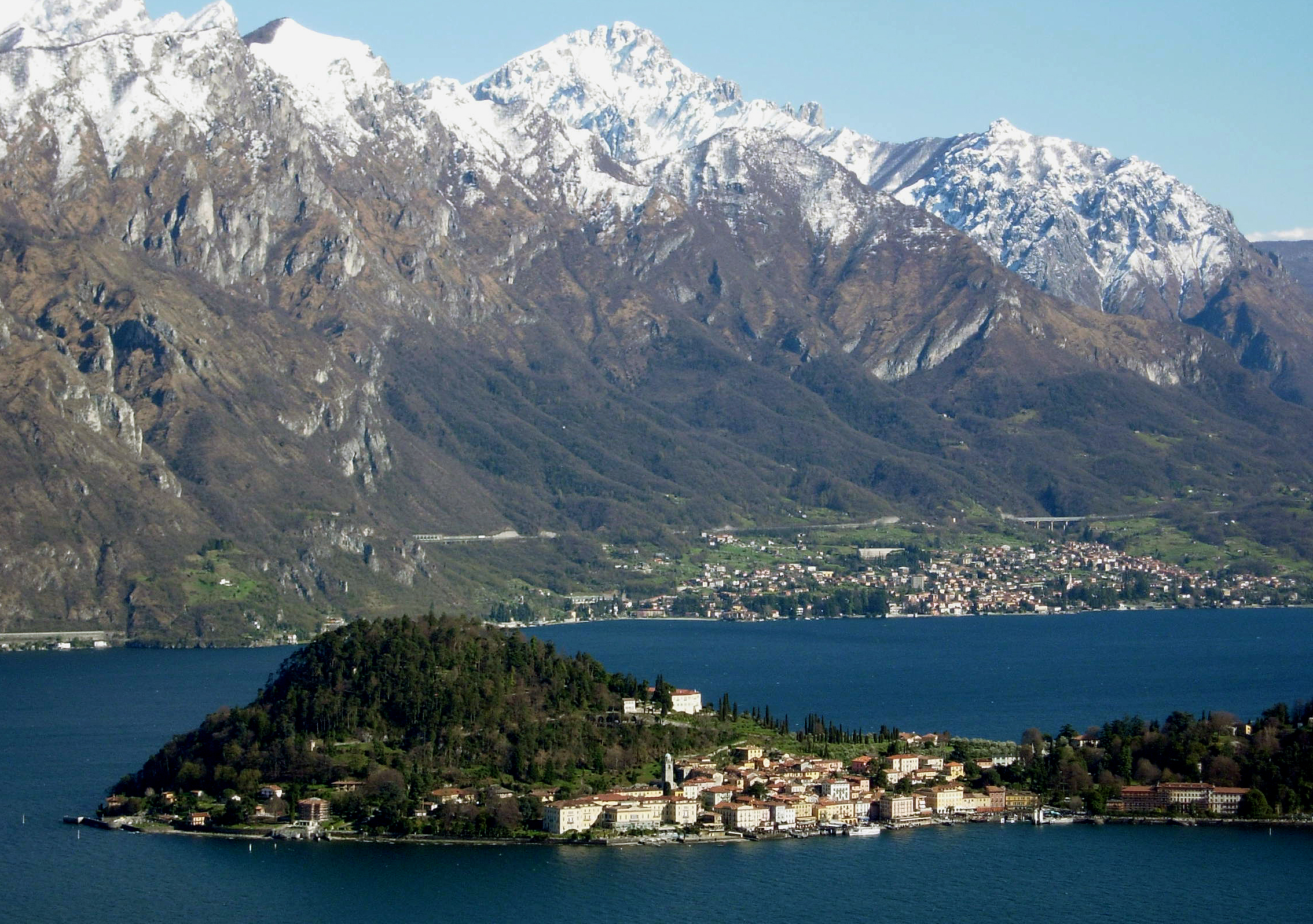
Bellagio sur les rives du Lac de Côme

Le parcours est inversé par rapport à l’an dernier avec un départ de Bergame pour une arrivée à Côme, il s'étend sur une distance de 245 kilomètres.
Le final de l'épreuve se constitue de l'enchaînement des ascensions de la Madonna del Ghisallo, du Mur de Sormano, du Civiglio et de San Fermo della Battaglia.
| Ascensions                | Kilomètres de l'arrivée |
| ------------------------- | ----------------------- |
| Colle Gallo               | 188,6                   |
| Colle Bianza              | 128.4                   |
| Madonna del Ghisallo      | 63.9                    |
| Mur de Sormano            | 50,4                    |
| Civiglio                  | 16.6                    |
| San Fermo della Battaglia | 5.3                     |

### Équipes
Vingt-cinq équipes, composées chacune de huit coureurs, participent à ce Tour de Lombardie, les dix-sept WorldTeams et huit équipes continentales professionnelles :
| UCI WorldTeams      | UCI WorldTeams | UCI WorldTeams |
| Nom de l'équipe     | Pays           | Code           |
| ------------------- | -------------- | -------------- |
| AG2R La Mondiale    | France         | ALM            |
| Astana              | Kazakhstan     | AST            |
| BMC Racing          | États-Unis     | BMC            |
| Cannondale-Garmin   | États-Unis     | TCG            |
| Etixx-Quick Step    | Belgique       | EQS            |
| FDJ                 | France         | FDJ            |
| Giant-Alpecin       | Allemagne      | TGA            |
| IAM                 | Suisse         | IAM            |
| Katusha             | Russie         | KAT            |
| Lampre-Merida       | Italie         | LAM            |
| Lotto NL-Jumbo      | Pays-Bas       | TLJ            |
| Lotto-Soudal        | Belgique       | LTS            |
| Movistar            | Espagne        | MOV            |
| Orica-GreenEDGE     | Australie      | OGE            |
| Sky                 | Royaume-Uni    | SKY            |
| Tinkoff-Saxo        | Russie         | TCS            |
| Trek Factory Racing | États-Unis     | TFR            |

| Équipes continentales professionnelles | Équipes continentales professionnelles | Équipes continentales professionnelles |
| Nom de l'équipe                        | Pays                                   | Code                                   |
| -------------------------------------- | -------------------------------------- | -------------------------------------- |
| Androni Giocattoli                     | Italie                                 | AND                                    |
| Bardiani CSF                           | Italie                                 | BAR                                    |
| Bora-Argon 18                          | Allemagne                              | BOA                                    |
| CCC Sprandi Polkowice                  | Pologne                                | CCC                                    |
| Colombia                               | Colombie                               | COL                                    |
| Nippo-Vini Fantini                     | Italie                                 | NIP                                    |
| Southeast                              | Italie                                 | STH                                    |
| UnitedHealthcare                       | États-Unis                             | UHC                                    |

### Favoris
Les Espagnols Alejandro Valverde et Mikel Landa, les Belges Philippe Gilbert (double vainqueur en 2009, 2010) et Tim Wellens, les Italiens Domenico Pozzovivo et Vincenzo Nibali, les Français Tony Gallopin, Romain Bardet, Thibaut Pinot et Warren Barguil, les Néerlandais Wouter Poels et Bauke Mollema, les Polonais Michal Kwiatkowski et Rafal Majka, le Portugais Rui Costa et le Britannique Adam Yates sont les principaux favoris de cette course.

## Classements
|    | Coureur            | Pays     | Équipe           |    | Temps           | Points UCI |
| -- | ------------------ | -------- | ---------------- | -- | --------------- | ---------- |
| 1  | Vincenzo Nibali    | Italie   | Astana           | en | 6 h 16 min 28 s | 100        |
| 2  | Daniel Moreno      | Espagne  | Katusha          | +  | 21 s            | 80         |
| 3  | Thibaut Pinot      | France   | FDJ              |    | 32 s            | 70         |
| 4  | Alejandro Valverde | Espagne  | Movistar         |    | 46 s            | 60         |
| 5  | Diego Rosa         | Italie   | Astana           |    | 46 s            | 50         |
| 6  | Mikel Nieve        | Espagne  | Sky              |    | 46 s            | 40         |
| 7  | Tony Gallopin      | France   | Lotto-Soudal     |    | 56 s            | 30         |
| 8  | Esteban Chaves     | Colombie | Orica-GreenEDGE  |    | 56 s            | 20         |
| 9  | Sergio Henao       | Colombie | Sky              |    | 56 s            | 10         |
| 10 | Gianluca Brambilla | Italie   | Etixx-Quick Step |    | 1 min 10 s      | 4          |

### UCI World Tour
Ce Tour de Lombardie attribue des points pour l'UCI World Tour 2015, par équipes uniquement aux équipes ayant un label WorldTeam, individuellement uniquement aux coureurs des équipes ayant un label WorldTeam.
| Position,          | 1er | 2e | 3e | 4e | 5e | 6e | 7e | 8e | 9e | 10e |
| Classement général | 100 | 80 | 70 | 60 | 50 | 40 | 30 | 20 | 10 | 4   |

#### Classement individuel
Ci-dessous, le classement individuel final de l'UCI World Tour à l'issue de la course.
| Rang | Coureur            | Équipe        | Points |
| ---- | ------------------ | ------------- | ------ |
| 1    | Alejandro Valverde | Movistar      | 675    |
| 2    | Joaquim Rodríguez  | Katusha       | 474    |
| 3    | Nairo Quintana     | Movistar      | 457    |
| 4    | Alexander Kristoff | Katusha       | 453    |
| 5    | Fabio Aru          | Astana        | 448    |
| 6    | Christopher Froome | Sky           | 430    |
| 7    | Alberto Contador   | Tinkoff-Saxo  | 407    |
| 8    | Greg Van Avermaet  | BMC Racing    | 324    |
| 9    | Rui Costa          | Lampre-Merida | 324    |
| 10   | Thibaut Pinot      | FDJ           | 319    |

#### Classement par pays
Ci-dessous, le classement par pays final de l'UCI World Tour à l'issue de la course.
| Rang | Pays        | Points |
| ---- | ----------- | ------ |
| 1    | Espagne     | 1 945  |
| 2    | Italie      | 1 106  |
| 3    | Colombie    | 1 099  |
| 4    | Royaume-Uni | 1 041  |
| 5    | Belgique    | 905    |
| 6    | France      | 881    |
| 7    | Pays-Bas    | 848    |
| 8    | Australie   | 777    |
| 9    | Allemagne   | 587    |
| 10   | Norvège     | 453    |

#### Classement par équipes
Ci-dessous, le classement par équipes final de l'UCI World Tour à l'issue de la course.
| Rang | Équipe           | Points |
| ---- | ---------------- | ------ |
| 1    | Movistar         | 1 619  |
| 2    | Katusha          | 1 606  |
| 3    | Sky              | 1 378  |
| 4    | Etixx-Quick Step | 1 158  |
| 5    | Astana           | 1 106  |
| 6    | BMC Racing       | 1 010  |
| 7    | Tinkoff-Saxo     | 929    |
| 8    | Orica-GreenEDGE  | 845    |
| 9    | Lotto-Soudal     | 832    |
| 10   | Giant-Alpecin    | 769    |

## Liste des participants
| Légende | Légende                                                                    | Légende | Légende                                                    |
| ------- | -------------------------------------------------------------------------- | ------- | ---------------------------------------------------------- |
| Num     | Dossard de départ porté par le coureur sur ce Tour de Lombardie            | Pos     | Position à l'arrivée de la course                          |
|         | Indique un maillot de champion national ou mondial, suivi de sa spécialité | NP      | Indique un coureur qui n'a pas pris le départ de la course |
| AB      | Indique un coureur qui n'a pas terminé la course                           | HD      | Indique un coureur qui a terminé la course hors des délais |

| Cannondale-Garmin TCG | Cannondale-Garmin TCG   | Cannondale-Garmin TCG |
| --------------------- | ----------------------- | --------------------- |
| Num                   | Coureur                 | Pos                   |
| 1                     | Daniel Martin (IRL)     | 52e                   |
| 2                     | Alberto Bettiol (ITA)   | 89e                   |
| 3                     | André Cardoso (POR)     | 47e                   |
| 4                     | Joe Dombrowski (USA)    | AB                    |
| 5                     | Alan Marangoni (ITA)    | AB                    |
| 6                     | Moreno Moser (ITA)      | AB                    |
| 7                     | Tom-Jelte Slagter (NED) | 13e                   |
| 8                     | Davide Villella (ITA)   | 44e                   |

| AG2R La Mondiale ALM | AG2R La Mondiale ALM      | AG2R La Mondiale ALM |
| -------------------- | ------------------------- | -------------------- |
| Num                  | Coureur                   | Pos                  |
| 11                   | Domenico Pozzovivo (ITA)  | 19e                  |
| 12                   | Jan Bakelants (BEL)       | 21e                  |
| 13                   | Romain Bardet (FRA)       | 17e                  |
| 14                   | Hubert Dupont (FRA)       | AB                   |
| 15                   | Pierre Latour (FRA)       | 78e                  |
| 16                   | Matteo Montaguti (ITA)    | 45e                  |
| 17                   | Guillaume Bonnafond (FRA) | AB                   |
| 18                   | Alexis Vuillermoz (FRA)   | 15e                  |

| Androni Giocattoli-Sidermec AND | Androni Giocattoli-Sidermec AND | Androni Giocattoli-Sidermec AND |
| ------------------------------- | ------------------------------- | ------------------------------- |
| Num                             | Coureur                         | Pos                             |
| 21                              | Franco Pellizotti (ITA)         | 49e                             |
| 22                              | Marco Bandiera (ITA)            | AB                              |
| 23                              | Marco Frapporti (ITA)           | 51e                             |
| 24                              | Oscar Gatto (ITA)               | AB                              |
| 25                              | Simone Stortoni (ITA)           | AB                              |
| 26                              | Alberto Nardin (ITA)            | AB                              |
| 27                              | Serghei Țvetcov (ROU) (Route)   | NP                              |
| 28                              | Gianfranco Zilioli (ITA)        | 91e                             |

| Astana AST | Astana AST                    | Astana AST |
| ---------- | ----------------------------- | ---------- |
| Num        | Coureur                       | Pos        |
| 31         | Vincenzo Nibali (ITA) (Route) | 1er        |
| 32         | Valerio Agnoli (ITA)          | AB         |
| 33         | Dario Cataldo (ITA)           | AB         |
| 34         | Mikel Landa (ESP)             | 29e        |
| 35         | Miguel Ángel López (COL)      | AB         |
| 36         | Diego Rosa (ITA)              | 5e         |
| 37         | Michele Scarponi (ITA)        | AB         |
| 38         | Alessandro Vanotti (ITA)      | 95e        |

| Bardiani BAR | Bardiani BAR                     | Bardiani BAR |
| ------------ | -------------------------------- | ------------ |
| Num          | Coureur                          | Pos          |
| 41           | Sonny Colbrelli (ITA)            | AB           |
| 42           | Enrico Barbin (ITA)              | 67e          |
| 43           | Francesco Manuel Bongiorno (ITA) | AB           |
| 44           | Luca Chirico (ITA)               | AB           |
| 45           | Stefano Pirazzi (ITA)            | AB           |
| 46           | Simone Sterbini (ITA)            | AB           |
| 47           | Alessandro Tonelli (ITA)         | 66e          |
| 48           | Edoardo Zardini (ITA)            | 22e          |

| BMC Racing BMC | BMC Racing BMC             | BMC Racing BMC |
| -------------- | -------------------------- | -------------- |
| Num            | Coureur                    | Pos            |
| 51             | Philippe Gilbert (BEL)     | 33e            |
| 52             | Darwin Atapuma (COL)       | 28e            |
| 53             | Damiano Caruso (ITA)       | AB             |
| 54             | Alessandro De Marchi (ITA) | 73e            |
| 55             | Samuel Sánchez (ESP)       | AB             |
| 56             | Manuel Senni (ITA)         | 92e            |
| 57             | Dylan Teuns (BEL)          | 70e            |
| 58             | Peter Velits (SVK)         | AB             |

| Bora-Argon 18 BOA | Bora-Argon 18 BOA              | Bora-Argon 18 BOA |
| ----------------- | ------------------------------ | ----------------- |
| Num               | Coureur                        | Pos               |
| 61                | Cesare Benedetti (ITA)         | 14e               |
| 62                | Jan Bárta (CZE)                | AB                |
| 63                | Emanuel Buchmann (GER) (Route) | 84e               |
| 64                | Patrick Konrad (AUT)           | 48e               |
| 65                | Dominik Nerz (GER)             | 31e               |
| 66                | José Mendes (POR)              | AB                |
| 67                | Cristiano Salerno (ITA)        | AB                |
| 68                | Paul Voss (GER)                | AB                |

| CCC Sprandi Polkowice CCC | CCC Sprandi Polkowice CCC | CCC Sprandi Polkowice CCC |
| ------------------------- | ------------------------- | ------------------------- |
| Num                       | Coureur                   | Pos                       |
| 71                        | Davide Rebellin (ITA)     | 30e                       |
| 72                        | Jan Hirt (CZE)            | AB                        |
| 73                        | Adrian Honkisz (POL)      | 86e                       |
| 74                        | Łukasz Owsian (POL)       | 82e                       |
| 75                        | Maciej Paterski (POL)     | 68e                       |
| 76                        | Leszek Pluciński (POL)    | AB                        |
| 77                        | Stefan Schumacher (GER)   | 77e                       |
| 78                        | Sylwester Szmyd (POL)     | 80e                       |

| Colombia COL | Colombia COL               | Colombia COL |
| ------------ | -------------------------- | ------------ |
| Num          | Coureur                    | Pos          |
| 81           | Alex Cano (COL)            | AB           |
| 82           | Camilo Castiblanco (COL)   | AB           |
| 83           | Fabio Duarte (COL)         | AB           |
| 84           | Daniel Martínez (COL)      | AB           |
| 85           | Carlos Quintero (COL)      | 61e          |
| 86           | Brayan Ramírez (COL)       | AB           |
| 87           | Miguel Ángel Rubiano (COL) | 42e          |
| 88           | Rodolfo Torres (COL)       | 94e          |

| Etixx-Quick Step EQS | Etixx-Quick Step EQS     | Etixx-Quick Step EQS |
| -------------------- | ------------------------ | -------------------- |
| Num                  | Coureur                  | Pos                  |
| 91                   | Michał Kwiatkowski (POL) | 54e                  |
| 92                   | Maxime Bouet (FRA)       | 26e                  |
| 93                   | Gianluca Brambilla (ITA) | 10e                  |
| 94                   | Matteo Trentin (ITA)     | AB                   |
| 95                   | Zdeněk Štybar (CZE)      | AB                   |
| 96                   | Petr Vakoč (CZE) (Route) | 53e                  |
| 97                   | Carlos Verona (ESP)      | 16e                  |
| 98                   | Łukasz Wiśniowski (POL)  | AB                   |

| FDJ | FDJ                     | FDJ |
| --- | ----------------------- | --- |
| Num | Coureur                 | Pos |
| 101 | Thibaut Pinot (FRA)     | 3e  |
| 102 | Kenny Elissonde (FRA)   | 62e |
| 103 | Alexandre Geniez (FRA)  | AB  |
| 104 | Arnold Jeannesson (FRA) | AB  |
| 105 | Steve Morabito (SUI)    | 41e |
| 106 | Jérémy Roy (FRA)        | AB  |
| 107 | Anthony Roux (FRA)      | AB  |
| 108 | Arthur Vichot (FRA)     | AB  |

| IAM | IAM                     | IAM |
| --- | ----------------------- | --- |
| Num | Coureur                 | Pos |
| 111 | Stef Clement (NED)      | 79e |
| 112 | Jérôme Coppel (FRA)     | AB  |
| 113 | Stefan Denifl (AUT)     | AB  |
| 114 | Clément Chevrier (FRA)  | AB  |
| 115 | Mathias Frank (SUI)     | AB  |
| 116 | Jarlinson Pantano (COL) | AB  |
| 117 | Lawrence Warbasse (USA) | AB  |
| 118 | Marcel Wyss (SUI)       | 55e |

| Lampre-Merida LAM | Lampre-Merida LAM       | Lampre-Merida LAM |
| ----------------- | ----------------------- | ----------------- |
| Num               | Coureur                 | Pos               |
| 121               | Diego Ulissi (ITA)      | 74e               |
| 122               | Matteo Bono (ITA)       | AB                |
| 123               | Valerio Conti (ITA)     | 81e               |
| 124               | Kristijan Đurasek (CRO) | AB                |
| 125               | Rui Costa (POR) (Route) | 46e               |
| 126               | Ilia Koshevoy (BLR)     | 87e               |
| 127               | Manuele Mori (ITA)      | AB                |
| 128               | Jan Polanc (SLO)        | 37e               |

| Lotto-Soudal LTS | Lotto-Soudal LTS     | Lotto-Soudal LTS |
| ---------------- | -------------------- | ---------------- |
| Num              | Coureur              | Pos              |
| 131              | Tony Gallopin (FRA)  | 7e               |
| 132              | Sander Armée (BEL)   | 96e              |
| 133              | Tiesj Benoot (BEL)   | AB               |
| 134              | Bart De Clercq (BEL) | 40e              |
| 135              | Maxime Monfort (BEL) | 36e              |
| 136              | Gert Dockx (BEL)     | 85e              |
| 137              | Louis Vervaeke (BEL) | AB               |
| 138              | Tim Wellens (BEL)    | 71e              |

| Movistar MOV | Movistar MOV                     | Movistar MOV |
| ------------ | -------------------------------- | ------------ |
| Num          | Coureur                          | Pos          |
| 141          | Alejandro Valverde (ESP) (Route) | 4e           |
| 142          | Andrey Amador (CRC)              | AB           |
| 143          | Ion Izagirre (ESP)               | AB           |
| 144          | Javier Moreno (ESP)              | 63e          |
| 145          | José Joaquín Rojas (ESP)         | 24e          |
| 146          | Marc Soler (ESP)                 | AB           |
| 147          | Jasha Sütterlin (GER)            | AB           |
| 148          | Giovanni Visconti (ITA)          | 65e          |

| Nippo-Vini Fantini NIP | Nippo-Vini Fantini NIP     | Nippo-Vini Fantini NIP |
| ---------------------- | -------------------------- | ---------------------- |
| Num                    | Coureur                    | Pos                    |
| 151                    | Damiano Cunego (ITA)       | 23e                    |
| 152                    | Giacomo Berlato (ITA)      | AB                     |
| 153                    | Alessandro Bisolti (ITA)   | AB                     |
| 154                    | Didier Chaparro (COL)      | AB                     |
| 155                    | Pierpaolo De Negri (ITA)   | 93e                    |
| 156                    | Alessandro Malaguti (ITA)  | AB                     |
| 157                    | Eduard-Michael Grosu (ROU) | AB                     |
| 158                    | Genki Yamamoto (JPN)       | AB                     |

| Orica-GreenEDGE OGE | Orica-GreenEDGE OGE    | Orica-GreenEDGE OGE |
| ------------------- | ---------------------- | ------------------- |
| Num                 | Coureur                | Pos                 |
| 161                 | Simon Gerrans (AUS)    | AB                  |
| 162                 | Michael Albasini (SUI) | AB                  |
| 163                 | Esteban Chaves (COL)   | 8e                  |
| 164                 | Damien Howson (AUS)    | AB                  |
| 165                 | Jens Keukeleire (BEL)  | 88e                 |
| 166                 | Christian Meier (CAN)  | 76e                 |
| 167                 | Adam Yates (GBR)       | 56e                 |
| 168                 | Simon Yates (GBR)      | 18e                 |

| Southeast STH | Southeast STH           | Southeast STH |
| ------------- | ----------------------- | ------------- |
| Num           | Coureur                 | Pos           |
| 171           | Manuel Belletti (ITA)   | AB            |
| 172           | Matteo Busato (ITA)     | 32e           |
| 173           | Samuele Conti (ITA)     | AB            |
| 174           | Andrea Fedi (ITA)       | NP            |
| 175           | Mauro Finetto (ITA)     | 64e           |
| 176           | Francesco Gavazzi (ITA) | 34e           |
| 177           | Simone Ponzi (ITA)      | 39e           |
| 178           | Luca Wackermann (ITA)   | AB            |

| Giant-Alpecin TGA | Giant-Alpecin TGA         | Giant-Alpecin TGA |
| ----------------- | ------------------------- | ----------------- |
| Num               | Coureur                   | Pos               |
| 181               | Tom Dumoulin (NED)        | AB                |
| 182               | Warren Barguil (FRA)      | 20e               |
| 183               | Lawson Craddock (USA)     | AB                |
| 184               | Johannes Fröhlinger (GER) | AB                |
| 185               | Simon Geschke (GER)       | 98e               |
| 186               | Chad Haga (USA)           | AB                |
| 187               | Tobias Ludvigsson (SWE)   | AB                |
| 188               | Luka Mezgec (SLO)         | AB                |

| Katusha KAT | Katusha KAT                 | Katusha KAT |
| ----------- | --------------------------- | ----------- |
| Num         | Coureur                     | Pos         |
| 191         | Jacopo Guarnieri (ITA)      | AB          |
| 192         | Sergueï Lagoutine (RUS)     | 97e         |
| 193         | Alberto Losada (ESP)        | AB          |
| 194         | Daniel Moreno (ESP)         | 2e          |
| 195         | Yury Trofimov (RUS) (Route) | 25e         |
| 196         | Ángel Vicioso (ESP)         | AB          |
| 197         | Eduard Vorganov (RUS)       | 57e         |
| 198         | Ilnur Zakarin (RUS)         | AB          |

| Lotto NL-Jumbo TLJ | Lotto NL-Jumbo TLJ      | Lotto NL-Jumbo TLJ |
| ------------------ | ----------------------- | ------------------ |
| Num                | Coureur                 | Pos                |
| 201                | Wilco Kelderman (NED)   | 58e                |
| 202                | George Bennett (NZL)    | 35e                |
| 203                | Robert Gesink (NED)     | 11e                |
| 204                | Steven Kruijswijk (NED) | AB                 |
| 205                | Bert-Jan Lindeman (NED) | AB                 |
| 206                | Timo Roosen (NED)       | 90e                |
| 207                | Bram Tankink (NED)      | 99e                |
| 208                | Dennis van Winden (NED) | 59e                |

| Sky SKY | Sky SKY                      | Sky SKY |
| ------- | ---------------------------- | ------- |
| Num     | Coureur                      | Pos     |
| 211     | Leopold König (CZE)          | 27e     |
| 212     | Ian Boswell (USA)            | AB      |
| 213     | Sebastián Henao (COL)        | 60e     |
| 214     | Sergio Henao (COL)           | 9e      |
| 215     | Peter Kennaugh (GBR) (Route) | 72e     |
| 216     | Vasil Kiryienka (BLR)        | AB      |
| 217     | Mikel Nieve (ESP)            | 6e      |
| 218     | Wout Poels (NED)             | 12e     |

| Tinkoff-Saxo TCS | Tinkoff-Saxo TCS                   | Tinkoff-Saxo TCS |
| ---------------- | ---------------------------------- | ---------------- |
| Num              | Coureur                            | Pos              |
| 221              | Rafał Majka (POL)                  | 69e              |
| 222              | Daniele Bennati (ITA)              | AB               |
| 223              | Jesper Hansen (DEN)                | AB               |
| 224              | Jesús Hernández Blázquez (ESP)     | AB               |
| 225              | Robert Kišerlovski (CRO)           | AB               |
| 226              | Bruno Pires (POR)                  | AB               |
| 227              | Paweł Poljański (POL)              | AB               |
| 228              | Chris Anker Sørensen (DEN) (Route) | 83e              |

| Trek Factory Racing TFR | Trek Factory Racing TFR | Trek Factory Racing TFR |
| ----------------------- | ----------------------- | ----------------------- |
| Num                     | Coureur                 | Pos                     |
| 231                     | Fränk Schleck (LUX)     | 38e                     |
| 232                     | Giacomo Nizzolo (ITA)   | AB                      |
| 233                     | Julián Arredondo (COL)  | AB                      |
| 234                     | Laurent Didier (LUX)    | AB                      |
| 235                     | Fabio Felline (ITA)     | 50e                     |
| 236                     | Bauke Mollema (NED)     | 75e                     |
| 237                     | Yaroslav Popovych (UKR) | AB                      |
| 238                     | Haimar Zubeldia (ESP)   | 43e                     |

| UnitedHealthcare UHC | UnitedHealthcare UHC     | UnitedHealthcare UHC |
| -------------------- | ------------------------ | -------------------- |
| Num                  | Coureur                  | Pos                  |
| 241                  | Kiel Reijnen (USA)       | AB                   |
| 242                  | Alessandro Bazzana (ITA) | AB                   |
| 243                  | Janez Brajkovič (SLO)    | AB                   |
| 244                  | Marco Canola (ITA)       | AB                   |
| 245                  | Lucas Euser (USA)        | AB                   |
| 246                  | Tanner Putt (USA)        | AB                   |
| 247                  | Daniele Ratto (ITA)      | AB                   |
| 248                  | Federico Zurlo (ITA)     | AB                   |